# Margot Borgström
Margot Ellen Gunborg Borgström, född 2 maj 1916 i Nyköpings västra församling i Södermanlands län,, död 22 oktober 2012 i Täby församling i Stockholms län, var en svensk keramiker och sångtextförfattare. Hon har skrivit de svenskspråkiga texterna till bland annat musikstyckena till I Wanna Live och Don't Be Cruel (to a Heart That's True).